# 小阿里斯提普斯
小阿里斯提普斯（英語：Aristippus the Younger），公元前380年出生于昔兰尼。古希腊哲学家之一，大阿里斯提普斯的外孙。而昔兰尼的阿瑞忒（大阿里斯提普斯之女）为其母。他发展了其外祖父的学说。